# Anne-Sophie Duwez
Anne-Sophie Duwez est une enseignante en chimie belge à l'université de Liège (Uliege) depuis 2006 et à la direction de NanoChem. Elle est également présidente de la Société Royale de Chimie. Grâce à ses recherches, elle participe à l'ouverture de perspectives dans différents domaines.

## Biographie
Lors de sa carrière scientifique, Anne-Sophie Duwez réalise un doctorat à l'université de Namur et elle effectue un postdoctorat a l'Université de Louvain sous une recherche scientifique libre. Par la suite, elle s'engage comme chercheuse invitée à l’institut Max Planck de la recherche sur les Polymères à Mainz, Allemagne. De retour à Louvain, elle entreprend le développement de la spectroscopie a molécule unique à l'aide du microscope à force atomique. En 2006, elle s'engage comme professeure à l'université de Liège et, avec l'aide du mandat d'impulsion scientifique du FNRS, elle crée son propre laboratoire.
Elle est élue membre titulaire de l'académie royale des sciences, des lettres et des beaux-arts de Belgique en 2023 dans la classe de sciences,.

## Publications
- Rodolphe Mauchauffé, Maryline Moreno-Couranjou, Nicolas D. Boscher et Cécile Van De Weerdt, « Robust bio-inspired antibacterial surfaces based on the covalent binding of peptides on functional atmospheric plasma thin films », Journal of Materials Chemistry B, vol. 2, no 32,‎ 7 juillet 2014, p. 5168–5177 (PMID 32261658, DOI 10.1039/C4TB00503A, lire en ligne, consulté le 20 janvier 2023)
- Arnaud Wislez, Damien Sluysmans, Nicoletta Giamblanco et Nicolas Willet, « How to Increase Adhesion Strength of Catechol Polymers to Wet Inorganic Surfaces », Biomacromolecules,‎ 5 août 2020 (PMID 32786525, DOI 10.1021/ACS.BIOMAC.0C00968, lire en ligne, consulté le 20 janvier 2023)
- Francesca Cecchet, Perrine Lussis, Christine Jérôme et Sabine Gabriel, « A generic chemical platform for molecular recognition and stimuli-responsive probes based on scanning probe microscopy. », Small, vol. 4, no 8,‎ 1er août 2008, p. 1101–1104 (PMID 18663738, DOI 10.1002/SMLL.200700837, lire en ligne, consulté le 20 janvier 2023)

## Prix
Le prix du Laboratoire Nanochem (Unité de recherches MolSys / Faculté des Sciences) et "Feynman Prize Nanotechnology" sont attribués à Anne-Sophie Duwez. Ces récompenses lui sont décernées à la suite des recherches établies en matière de nanotechnologie. 

## Réferences
1. ↑  Valérie Varnerot, « La distinction droit privé/droit public en droit des données », dans Distinction (droit) public / (droit) privé, Presses de l’Université Saint-Louis, 2022 (lire en ligne), p. 217–246
2. ↑  « La mécanique des liaisons chimiques », sur www.lqj.uliege.be (consulté le 20 janvier 2023)
3. ↑  « Trois professeures de l'ULiège parmi les nouveaux membres de l'Académie Royale de Belgique », sur www.news.uliege.be, 10 avril 2023 (consulté le 9 octobre 2023)
4. ↑  « Anne-Sophie Duwez », sur academieroyale.be (consulté le 9 octobre 2023)
5. ↑  Michel Melot, « Maria Chillón, lauréate du prix Lacourière 2021 », Nouvelles de l'estampe, no 265,‎ 2 juillet 2021 (ISSN 0029-4888 et 2680-4999, DOI 10.4000/estampe.1723, lire en ligne, consulté le 20 janvier 2023)